# 408
408（四百八、よんひゃくはち）は自然数、また整数において、407の次で409の前の数である。

## 性質
- 408は合成数であり、約数は 1, 2, 3, 4, 6, 8, 12, 17, 24, 34, 51, 68, 102, 136, 204, 408 である。
  - 約数の和は1080。
    - 98番目の過剰数である。1つ前は402、次は414。
- 8番目のペル数である。1つ前は169、次は985。
- 12番目の八角数である。1つ前は341、次は481。
- 4つの連続する素数の和で表せる25番目の数である。1つ前は390、次は420。
408 = 97 + 101 + 103 + 107
- 8つの連続する素数の和で表せる12番目の数である。1つ前は372、次は442。
408 = 37 + 41 + 43 + 47 + 53 + 59 + 61 + 67
- 110番目のハーシャッド数である。1つ前は407、次は410。
  - 12を基とする9番目のハーシャッド数である。1つ前は372、次は444。
- 約数の和が408になる数は2個ある。(303, 335) 約数の和2個で表せる33番目の数である。1つ前は403、次は416。
- 各位の和が12になる35番目の数である。1つ前は390、次は417。
- 各位の立方和が平方数になる34番目の数である。1つ前は400、次は480。(オンライン整数列大辞典の数列 A197039)
43 + 03 + 83 = 576 = 242
- 408 = 22 + 22 + 202 = 42 + 142 + 142
  - 3つの平方数の和2通りで表せる99番目の数である。1つ前は394、次は420。(オンライン整数列大辞典の数列 A025322)
- 408 = 13 + 43 + 73
  - 3つの正の数の立方数の和1通りで表せる54番目の数である。1つ前は405、次は415。(オンライン整数列大辞典の数列 A025395)
  - 異なる3つの正の数の立方数の和1通りで表せる24番目の数である。1つ前は405、次は415。(オンライン整数列大辞典の数列 A025399)
  - n = 3 のときの 1n + 4n + 7n の値とみたとき1つ前は66、次は2658。(オンライン整数列大辞典の数列 A074513)
- 408 = 43 + 43 + 43 + 63
  - 4つの正の数の立方数の和で表せる98番目の数である。1つ前は406、次は409。(オンライン整数列大辞典の数列 A003327)
- 408 = 23 × 3 × 17
  - 3つの異なる素因数の積で p3 × q × r の形で表せる8番目の数である。1つ前は378、次は440。(オンライン整数列大辞典の数列 A189975)
- 408 = 232 − 121
  - n = 23 のときの n2 − 112 の値とみたとき1つ前は363、次は455。(オンライン整数列大辞典の数列 A132764)

## その他 408 に関連すること
- 西暦408年